# Zooxantelle
Zooxantelle o zooxanthellae è un termine generico utilizzato per indicare diversi microrganismi fotosintetici  unicellulari che vivono tipicamente in simbiosi con organismi marini come i polipi dei coralli, ma anche meduse, spugne, molluschi, platelminti, foraminiferi e radiolari; la loro presenza è limitata all'interno della zona fotica.

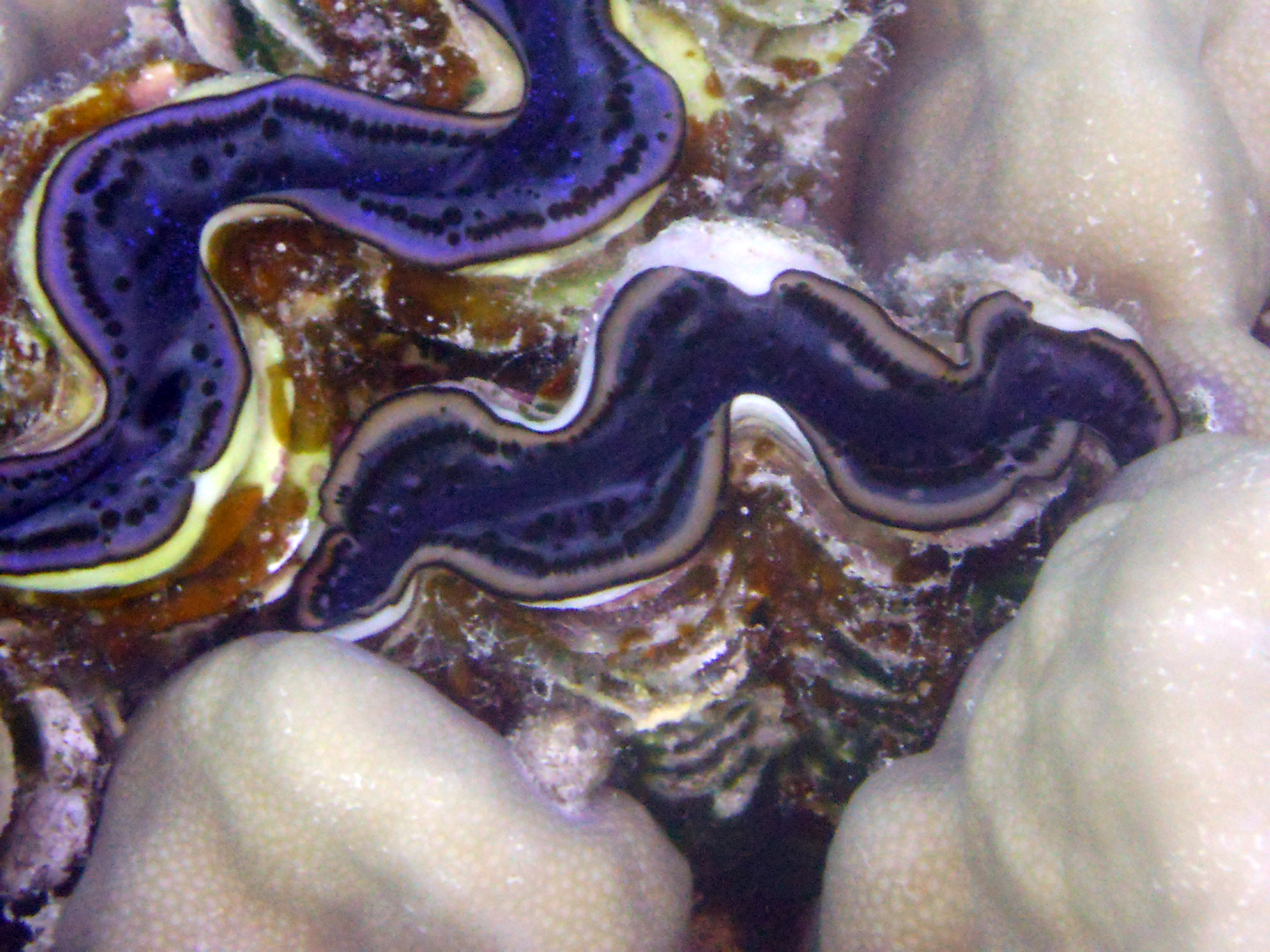
Il colore bluastro di queste tridacne giganti è dovuto all'abbondanza di zooxantelle simbionti

Per lo più si tratta di alghe unicellulari dinoflagellate (le più note sono quelle del genere Symbiodinium), ma esistono anche alcune specie di crisoficee, criptoficee e bacillarioficee che svolgono una simbiosi dello stesso genere.

## Biologia
La simbiosi a cui danno origine le zooxantelle è una tipica endosimbiosi: il simbionte vive all'interno del corpo dell'ospite. Ciò accade anche nel caso di ospiti unicellulari.
Negli strati superficiali dei mari caldi le zooxantelle si sviluppano assorbendo il diossido di carbonio liberato dall'ospite e forniscono in cambio diverse sostanze nutrienti.